# Nicov
Nicov település Csehországban, a Prachaticei járásban. Nicov Strašín, Vacov, Stachy, Kašperské Hory és Nezdice na Šumavě településekkel határos. Lakosainak száma 87 fő (2024. január 1.).

## Népesség
A település lakosságának változását az alábbi diagram mutatja:
| Lakosok száma | 664  | 702  | 673  | 188  | 126  | 92   | 82   | 91   | 91   | 87   |
|               | 1869 | 1890 | 1921 | 1950 | 1980 | 2001 | 2017 | 2019 | 2022 | 2024 |